# Huriivka, Nova Odesa
Huriivka (în ucraineană Гур'ївка) este localitatea de reședință a comunei Huriivka din raionul Nova Odesa, regiunea Mîkolaiiv, Ucraina.

## Demografie
Componența lingvistică a localității Huriivka
     Ucraineană (88,81%)
     Rusă (9,41%)
     Română (1,56%)
     Alte limbi (0,07%)
Conform recensământului din 2001, majoritatea populației localității Huriivka era vorbitoare de ucraineană (88,81%), existând în minoritate și vorbitori de rusă (9,41%) și română (1,56%).